# Černětice (zámek)
Černětice jsou zámek ve stejnojmenné vesnici u Volyně v okrese Strakonice. Postaven byl v barokním slohu na konci sedmnáctého nebo počátku osmnáctého století. Zámecký areál je chráněn jako kulturní památka.

## Historie
První písemná zmínka o Černěticích pochází z roku 1528. Roku 1597 vesnici koupil Jindřich Hýzrle z Chodů a jeho potomkům patřila, s výjimkou let 1601–1626, až do konce sedmnáctého století. Samotný zámek postavili Hýzrlové z Chodů na konci sedmnáctého století, protože když vesnici koupil Vojtěch Zádubský ze Šentalu, zámek už nejspíše stál. Podle Památkového katalogu byl zámek založen až na počátku osmnáctého století. V letech 1810–1820 byl zámek klasicistně přestavěn. Ve druhé polovině dvacátého století zámecký areál spravoval místní národní výbor a využívalo jednotné zemědělské družstvo.

## Stavební podoba
Jednopatrový zámek stojí na východní straně hospodářského dvora. Má dvě křídla a věž s cibulovou střechou, která svým půdorysem vystupuje před východní průčelí. Významným prostorem interiéru je velký sál v severním křídle s dochovanými rokokovými figurálními nástěnnými malbami. Některé hospodářské budovy na jižní a západní straně dvora se dochovaly pouze v podobě obvodových zdí.